# A-dynamisch manifest
Het A-dynamisch manifest is een Nederlands manifest uit 1961 van de A-dynamische groep dat pleit voor de vervaardiging van kunstwerken waarin op geen enkele manier de persoonlijke expressie van de kunstenaar geopenbaard wordt. De groep bestond uit de bevriende kunstenaars en studiegenoten Wim T. Schippers en Ger van Elk en de fotograaf/kunstenaar Bob Wesdorp. Onder meer Vrij Nederland publiceerde het manifest.

## Verwantschap metFluxus
De groep die het A-dynamische manifest opstelde liet zich inspireren door het werk van Marcel Duchamp en de dadaïsten.
De leden propageerden onder andere:
- verzakelijking van de kunst,
- theoretische en praktische slapte,
- waarachtige oninteressantie,
- saaiheid en verwarring

Dit resulteerde in bijvoorbeeld in het scheren van een cactus en het vullen van een museumruimte met glas om glas tot kunst te bombarderen.
De leden omschreven hun kunstwerken bijvoorbeeld als:
- plastieken ter stadsontsiering,
- reusachtige meubelen
- tijdelijke bemoeilijking van het betreden en het verlaten van gebouwen
- het in keurige rijen uitstallen van grote aantallen zinloze voorwerpen

De drie kunstenaars richtten begin jaren zestig een aantal stichtingen op die aansloten bij het manifest, waaronder de Nak Pro Nak Foundation (om a-dynamische boeken uit te geven) en de J. De Bil Foundation.
Het manifest toont sterke verwantschap met de mentale houding binnen de internationale kunstbeweging fluxus en de ideeën van de oprichter daarvan; George Maciunas.